# Tetraleurodes dorseyi
Tetraleurodes dorseyi és un hemípter del gènere Tetraleurodes de la família dels Aleiròdids.
L'espècie va ser descrita científicament per primera vegada per Kirkaldy el 1907.